# أنجينة السفلي (بوالحسن)
أنجينة السفلی (بالفارسية: انجینه سفلی) هي قرية تقع في إيران في قسم بوالحسن الريفي. يقدر عدد سكانها بـ 257 نسمة بحسب إحصاء 2016.